# اریتره
اِریتره (به انگلیسی: Eritrea) (‎i‎/ˌɛrɪˈtriːə/‎) با نام رسمی جمهوری اِریتره، کشوری واقع در شرق آفریقا است. این کشور با سودان، اتیوپی و جیبوتی مرز مشترک دارد. اریتره از شمال و باختر با سودان و از جنوب با اتیوپی و از جنوب خاوری با جیبوتی مرز مشترک دارد و از خاور به دریای سرخ می‌رسد که خط ساحلی اریتره با دریای سرخ بیش از ۹۰۰ کیلومتر است. مساحت اریتره ۱۱۷٬۶۰۰ کیلومتر مربع و جمعیت آن ۳٬۵۴۶٬۰۰۰ نفر است. تیگرینیا، عربی و انگلیسی در این کشور حالت زبان‌های رسمی را دارند. تیگرینیا زبانی از ریشه سامی است. تنگه راهبردی باب المندب، مرز آبی اریتره با یمن را تشکیل می‌دهد، پایتخت این کشور شهر اسمره است که با جمعیت حدود ۶۸۸٬۱۹۸ نفر پرجمعیت‌ترین شهر این کشور و سی و نهمین شهر بزرگ آفریقا می‌باشد.

## نام
پژوهش دربارهٔ نام «اریتره» نشان می‌دهد که این واژه یونانی نیست و ریشه ایرانی دارد و یونانیان در زمان اسکندر و پس از وی، به‌عمد، نام ایرانی دریاهای جنوب ایران را تحریف کرده‌اند. به گفته آگاتارچیدس (en:Agatharchides)، یک مرد پارسی در زمان مادها تحت نام اروسترا در نزدیکی دریا و جزایر زندگی می‌کرد و محبوبیت یافت و به این دلیل که دریا را نام خود می‌خواند بسیار معروف شد. استرابو آرامگاه او را در جزیره اوگوریس می‌داند. محققان این جزیره را یکی از جزایر قشم یا هرمز می‌نامند. این نام را یک شاهزاده پارسی می‌دانند.[۲۴][۲۵]

## تاریخ
مستعمره ایتالیایی اریتره از نواحی ساحلی اتیوپی و زمین‌های مورد ادعای ترکان عثمانی در ۱۸۹۰ ایجاد شد. اریتره به صورت پایگاهی برای تسخیر اتیوپی (۱۹۳۵ تا ۱۹۳۶) از سوی ایتالیا استفاده گردید. در ۱۹۴۱ زمانی که ایتالیایی‌ها از شرق آفریقا اخراج شدند، تحت حکومت بریتانیا درآمد.
در ۱۹۵۲ این سرزمین به صورت ایالتی خودمختار با اتیوپی تشکیل فدراسیون داد. در سال ۱۹۵۸ گروهی از اریتره ای‌ها جبهه آزادی‌بخش اریتره را پایه‌گذاری کردند. این سازمان عمدتاً از دانشجویان، متخصصین و روشنفکران تشکیل شده بود. این سازمان در نظر داشت تا با انجام فعالیت‌های مخفی سیاسی به مقاومت در برابر سیاست‌های تمرکز طلبانه امپراتوری اتیوپی بپردازد. در اول سپتامبر ۱۹۶۱ جبهه آزادی‌بخش اریتره به رهبری حمید ادریس اواته نبردی مسلحانه برای استقلال را آغاز کرد. در سال ۱۹۶۲ امپراتور هایله سلاسی به‌طور یک جانبه پارلمان اریتره را منحل اعلام و اریتره را به اتیوپی الحاق کرد. در پی آن جنگ استقلال اریتره برای ۳۰ سال با دولت‌های بعدی اتیوپی تا سال ۱۹۹۱ ادامه داشت. هنگامی‌که جبهه آزادی‌بخش خلق اریتره (جانشین جبهه آزادی‌بخش) نیروهای اتیوپیایی را در اریتره شکست داد و به ائتلاف نیروهای شورشی اتیوپی کمک کرد تا کنترل پایتخت اتیوپی، آدیس بابا را به‌دست بگیرند.
جبهه آزادی‌بخش خلق اریتره (EPLF) کنترل اریتره را در مه ۱۹۹۱ در دست گرفت و دولت انتقالی را تا زمان تصویب قانون اساسی این کشور اداره کرد. همه‌پرسی در اریتره در آوریل ۱۹۹۳ با اکثریتی جامع استقلال را مورد تأیید قرار داد و طبق برنامه این سرزمین در ۲۴ مه ۱۹۹۳ به استقلال کامل رسید. جبهه آزادی‌بخش خلق اریتره قدرت را در دست گرفت و یک حکومت تک حزبی با خط مشی ملی‌گرایی برقرار کرد و هر گونه فعالیت سیاسی را ممنوع کرد. تنگه باب‌المندب در سال ۱۹۹۳ با جدا شدن از اتیوپی مستقل شد.

### درگیری‌های مرزی
درگیری‌های اتیوپی و اریتره پس از استقلال این کشور نیز ادامه یافت و در مه ۱۹۹۸ منطقه شرق آفریقا شاهد درگیری مرزی میان ارتش اریتره و اتیوپی بود که بهانه اولیه این جنگ ادعای ارضی بر سر یک منطقه مرزی به مساحت ۴۰۰ کیلومتر مربع بود که به نظر فاقد ارزش اقتصادی و جایگاه راهبردی نیز بود. این درگیری مرزی دو طرف را متحمل تلفات جانی و مادی فراوانی کرد و سرانجام در فوریه ۲۰۰۱ دو طرف در الجزیره توافقنامه آشتی و آتش‌بس را امضا کردند، اگرچه پس از آن نیز به دلیل عدم اجرای کامل این توافقنامه روابط دو کشور متشنج بود. کمیسیون ترسیم خطوط مرزی در لاهه، در سال ۲۰۰۲ حکمی صادر کرد که طبق آن دهکده بدمه، مکانی که درگیری مرزی میان دو کشور در آن آغاز شد، متعلق به اریتره اعلام شد.

## سیاست

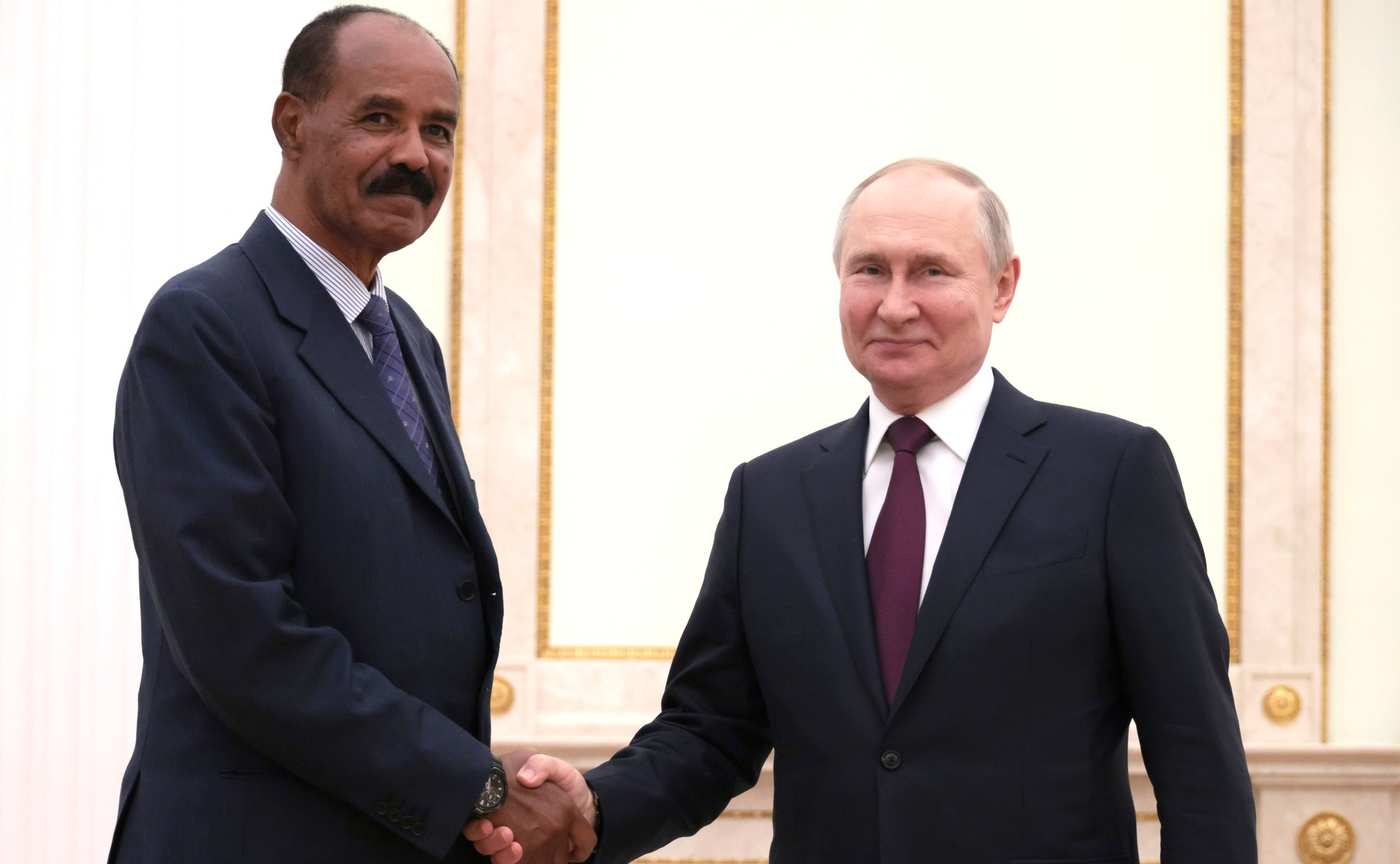
ایسایاس آفورکی رئیس‌جمهور اریتره و ولادمیر پوتین رئیس‌جمهور فدراسیون روسیه

جبهه آزادی‌بخش خلق اریتره (EPLF) کنترل اریتره را در مه ۱۹۹۱ به دست گرفت و در حال حاضر دولت این کشور را اداره می‌کند.
در این کشور تمامی ساختارهای سیاسی و مدنی به‌شدت توسط حکومت آفورکی کنترل می‌شود. تنها حزب موجود در اریتره حزب حاکم است و مخالفت‌های سیاسی به‌شدت سرکوب می‌شود. تمامی رسانه‌های باقی‌مانده نیز دولتی است و بسیاری از روزنامه نگاران در زندان به‌سر می‌برند.

## جغرافیا
اریتره از شمال و غرب با سودان، از جنوب با اتیوپی و جیبوتی و از شرق با دریای سرخ هم‌مرز است. بیش از ۹۰۰ کیلومتر در کرانه دریای سرخ ساحل دارد. اریتره از لحاظ طبیعی دنباله فلات مرتفع اتیوپی است، با این حال جلگه‌های پست ساحلی نیز در این کشور وجود دارد. آب‌وهوای اریتره در نواحی کرانه دریای سرخ گرم و بیابانی است ولی در بلندی‌های مرکزی این کشور خنک‌تر و مرطوب‌تر است. در مناطق تپه‌ای و پست‌تر نیز شرایط نیمه‌بیابانی حاکم است. فصل بارندگی بیشتر بین ماه‌های فوریه تا آوریل است و بیشترین میزان بارش، به‌جز در نوار ساحلی، بین ژوئن تا سپتامبر دیده می‌شود. شهرهای عمده اریتره مصوع، عصب و کرن است.
- رود مهم: برکه (فصلی)
- بلندترین نقطه: قله رامو با ارتفاع ۲۱۳۰ متر.

|  |  |  |

## تقسیمات کشوری
اِریتره از لحاظ تقسیمات کشوری به ۶ استان تقسیم می‌شود:
| نقشه | شماره                 | استان       | مساحت | جمیعت |
| ---- | --------------------- | ----------- | ----- | ----- |
|      | ۱                     | منطقه مرکزی |       |       |
| ۲    | منطقه آنسبا           |             |       |       |
| ۳    | منطقه گاش-بارکا       |             |       |       |
| ۴    | منطقه جنوبی           |             |       |       |
| ۵    | منطقه دریای سرخ شمالی |             |       |       |
| ۶    | منطقه دریای سرخ جنوبی |             |       |       |

## اقتصاد

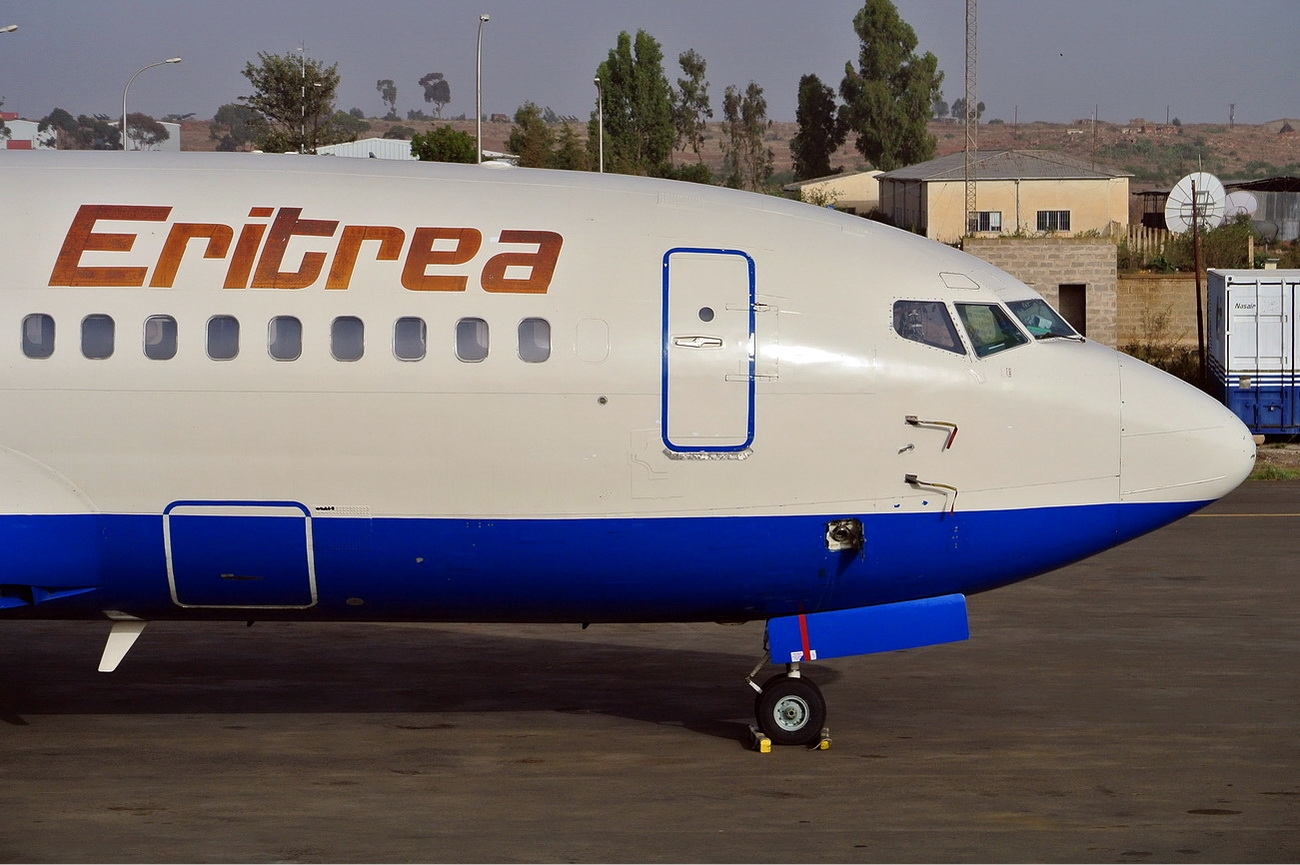
یک فروند بوئینگ ۷۳۷ از شرکت ناس‌ایر

در حال حاضر نیروی کار این کشور عمدتاً در بخش کشاورزی اشتغال دارد، همچنین به پرورش دام برای پوست (کالای عمده صادراتی) می‌پردازد. بارندگی کم، خطری دائمی برای کشاورزی در این کشور است. مس، طلا، سنگ مرمر، پتاش و سنگ گرانیت از مهم‌ترین منابع طبیعی این کشور هستند.

## دین

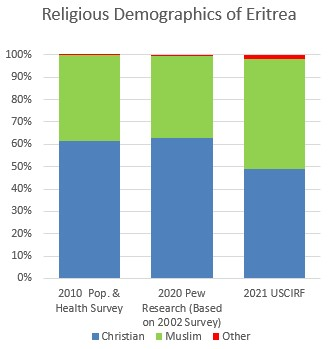
نمودار آمار سال‌های مختلف از پیروان دین‌ها در اریتره

برآورد می‌شود حدود ۶۳ درصد مردم این کشور مسیحی ارتدوکس و ۳۶ درصد مسلمان سنی هستند.